# Axel Rohlfs
Axel Rohlfs (* 1971 in Bremen) ist Maler der konkreten Kunst, Autor der konkreten und visuellen Poesie und Editeur für andere Vertreter der konkreten Kunst. Er hat Architektur, Immobilienwirtschaft, Germanistik und Kunstpädagogik in Berlin, Detmold und Bremen studiert. 

## Leben
1991 begann er das Studium der Architektur an der TU Berlin, was er 1997 mit dem Diplom abschloss. Hier belegte er auch Malereikurse bei Matthias Koeppel. Er war danach tätig als Architekt und Künstler in Hamburg, Düsseldorf, Detmold und Bremen. 2002 organisierte er die Ausstellung Lajos Vajda – Endre Bálint (zwei ungarische Künstler mit Bezug zum Holocaust) in der Mű-Terem Galéria, Budapest. 2004 erhielt er ein Stipendium als artist in residence des Espace de l’art concret in Mouans-Sartoux (Côte d’Azur) mit abschließender Atelierausstellung. Im selben Jahr begann er, Kunst-Editionen für andere Künstler (Vera Molnár, Hans Jörg Glattfelder, Eugen Gomringer, Attila Kovács) zu schaffen. 2005 hatte er seine erste Einzelausstellung im ikkp (institut für konstruktive kunst und konkrete poesie, Eugen Gomringer) in Rehau. Es folgten Ausstellungen im In- und Ausland. 
Sein künstlerisches Ziel ist die Konstruktion von ineinander verschränkten Figuren im Rahmen einer Ästhetik der Simultaneität, Absenz und Nicht-Identität. Letztere Prinzipien lassen sich auch in seiner visuellen und konkrete Poesie ausmachen. Derzeit wohnt und arbeitet er in Bremen.

## Schriften
- Die Rolle der Kunst in meinem Dasein. Aufsatz im Heft zum 12. Koluium des Forums Konkrete Kunst Erfurt. Erfurt 2005.
- what you see is what you get. visuelle und konkrete Poesie. Vorwort Eugen Gomringer. Bremen 2006.
- Textbild er-sie-es in der Anthologie Leidenschafften. Edition Splitter. Wien 2006.
- Interview mit Vera Molnár. In: Vera Molnár. Open Structures Art iety. Budapest 2007.
- schemenata. Künstlerische Strategien einer Konterkarierung von NS-Visualisierungen. Bremen 2008.
- through. visuelle und konkrete Poesie. Bremen 2008.
- Pedanten und Chaoten in der gleichnamigen Anthologie. Edition Splitr, Wien 2008.

## Werke in öffentlichen Sammlungen
Museum für konkrete Kunst (Ingolstadt), Sammlung Eugen Gomringer (ikkp Rehau), Museum im Kulturspeicher (Würzburg), Mondriaanhuis (Amersfoort, Niederlande), Mobile MADI Museum (Budapest, Ungarn), Szépmüvészeti Muzeum Budapest.

## Ausstellungen
- 2003: Gruppenausstellung „Europa konkret“, Sammlung Blum-Kwiatkowski, Universitätssammngen Kunst + Technik, Dresden.
- 2004: Gruppenausstellung „50 Quadrat + Kompakt Konstruktiv Konkret“ im Rahmen des 14. Gmundener Symposions (Linschinger).
- 2005: Gruppenausstellung „Am Anfang war das Quadrat“, Art Studio 1, Deinste; Einzelausstellung im Institut Francais de brème, Bremen; Gruppenausstellung „Sammlerkonzepte“, Forum Konkrete Kunst, Erfurt.
- 2006: Einzelausstellung in der Gesellschaft für Kunst und Gestaltung, Bonn März–April; Gruppenausstellung Mobile MADI Museum, Moscow Museum of Contemporary Art Mai–Juni. Ausstellung in der Galerie La Ligne, Zürich, Schweiz (Juli–Sept.); Gruppenausstellung Galerie Emilia Suciu, Ettlingen (Dez.–März 2007).
- 2007: Art Zürich (Galerie La Ligne); Ausstellung zum 1. Kunstpreis (Internationaler André vard Preis) der kunsthalle messmer; Einzelausstellung im ikkp (institut für konstruktive kunst und konkrete poesie, Eugen Gomringer), Rehau (Mai); Heidrichs Kunsthandlung, Berlin, Gruppenausstellung; Gruppenausstellung in der Gesellschaft für Kunst und Gestaltung, Bonn (Oktober – November).